# Sportopologi
I topologi og relaterede områder af matematikken forstår man ved begrebet sportopologi den topologi en delmængde af et topologisk rum nedarver fra rummet. Sportopologien kaldes også underrumstopologien, delrumstopologien, den relative topologi eller den inducerede topologi.

## Definition
Givet et topologisk rum (X,τ) og en delmængde S af X, defineres sportopologien på S ved
{\displaystyle \tau _{S}=\lbrace U\cap S\mid U\in \tau \rbrace .}
Det vil sige, at en delmængde af S er åben i sportopologien, hvis og kun hvis den er snittet af S med en åben mængde i (X,τ). Hvis S udstyres med sportopologien, bliver S selv et topologisk rum og kaldes et underrum af (X,τ). Delmængder af topologiske rum antages typisk at være udstyret med sportopologien, hvis ikke andet nævnes.
Hvis S er en åben, lukket eller tæt i (X,τ) kaldes (S,τS) henholdsvis et åbent underrum, lukket underrum eller tæt underrum af (X, τ).
Alternativt kan sportopologien på en delmængde S af X defineres som den den groveste topologi for hvilken inklusionsafbildningen
{\displaystyle \iota :S\hookrightarrow X}
er kontinuert.
Hvis i er en injektiv funktion fra en mængde S til et topologisk rum X, så defineres sportopologien på S (som nu ikke nødvendigvis er en delmængde af X) mere generelt som den groveste topologi for hvilken i er kontinuert. De åbne mængder i denne topologi er således præcis dem, der er på formen i−1(U) for en åben mængde U i X. S er da homøomorf på sit billede i X under i (igen med sporrumstopologien) og i kaldes en topologisk indlejring.

## Eksempler
- Betragtes de reelle tal med den sædvanlige topologi, er sportopologien på de naturlige tal, betragte som delmængde af de reelle, den diskrete topologi.
- De rationale tal Q har, betragtet som delmængde af R, ikke den diskrete topologi (punktet 0 er ikke åbent i sportopologien).
- Lad S = [0,1) være en delmængde af den reelle akse R. Så er [0,½) åben i S men ikke i R. På samme måde er [½,1) lukket i S men ikke i R. S er både åben og lukket som delmængde af sig selv men ingen af delene som delmængde af R.

## Egenskaber
Sportopologien har følgende karakteristiske egenskab: Lad Y være en delmængde af X og lad i : X → Y være inklusionsafbildningen. For et topologisk rum Z gælder da, at en afbildning f : Z → Y er kontinuert, hvis og kun hvis sammensætningen {\displaystyle i\circ f} er kontinuert.
Egenskaben er karakteristisk i den forstand, at den som nævnt ovenfor kan benyttes som definition på sportopologien på Y.
Lad S være en delmængde af et topologisk rum X med sportopologien. Da gælder følgende egenskaber:
- Hvis f : X → Y er kontinuert, er restriktionen af f til S kontinuert.
- Hvis f : X → Y, er f : X → f(X) kontinuert.
- De lukkede mængder i S er præcis snittet af S med lukkede mængder i X.
- Hvis A er en underrum af S, er A også et underrum af S med samme topologi. Med andre ord er sportopologien, som A nedarver fra S den samme, som den A nedarver fra X.
- Antag at S er en åben hhv. lukket delmængde af X. Så er et underrum af S åbent hhv. lukket i S, hvis og kun hvis det er åbent hhv. lukket i X.
- Hvis B er en basis for X, er {\displaystyle B_{S}=\{U\cap S\mid U\in B\}} en basis for S.
- Topologien, der induceres på en delmængde af et metrisk rum ved restriktion af metrikken til delmængden, falder sammen med sportopologien på delmængden.